# Pata de palo

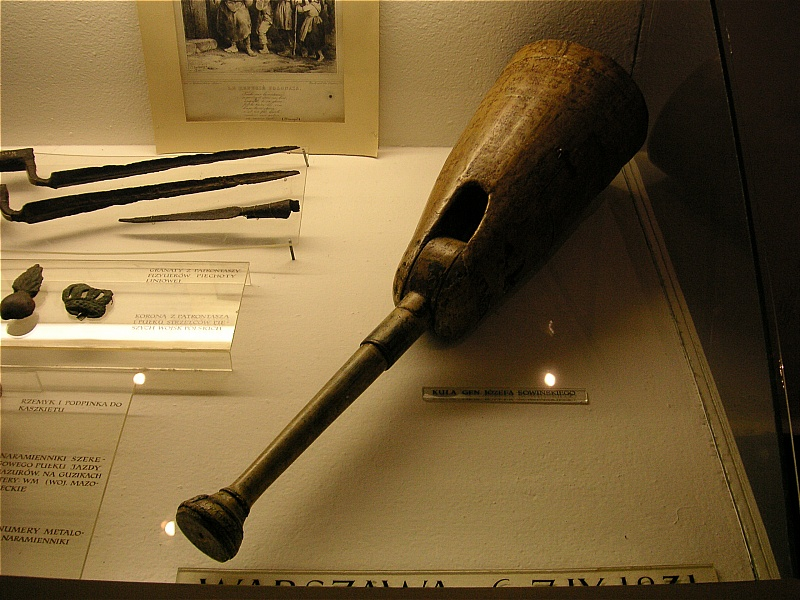
Pata de palo del general Józef Sowiński.

Una pata de palo es un tipo de miembro artificial o prótesis que sustituye una parte o la totalidad de la pierna.
Las patas de palo han sido tipificadas como un palo sujeto a un cabo de madera, tal como se ve en las películas de piratas. En nuestros días, las patas de palo han sido sustituidas por prótesis de otros materiales, aunque algunas utilizadas en deportes tienden a adoptar la misma forma.

## Famosos personajes con pata de palo

### Históricos
- François Le Clerc (~1554), corsario y navegante.
- Cornelius Jol, (1597-1641), navegante y almirante de la Compañía Neerlandesa de las Indias Occidentales.
- Peter Stuyvesant (1612-1672), holandés, director general de Nueva Ámsterdam.[1]
- Clayton Bates o Pata de palo Bates (1907-1998), bailarín afroamericano amputado RAK.
- Blas de Lezo (1687-1741), almirante español.
- Gobernador Morris (1752-1816), político americano.
- Józef Sowiński (1777-1831), general polaco del siglo XIX.
- Alberto Chmielowski (1846-1916),  fue un religioso polaco, fundador de los Hermanos y las Hermanas de la Tercera Orden de San Francisco, Servidores de los Pobres, es llamado el "hermano de nuestro Dios", santos de Polonia.
- Daniel Sullivan (~1871), personaje de Chicago.
- Thomas L. Pata de palo Smith, (1801-1866), prospector americano.
- Pata de palo Sam, (Arthur Jackson) (1911-1977), músico de blues americano.

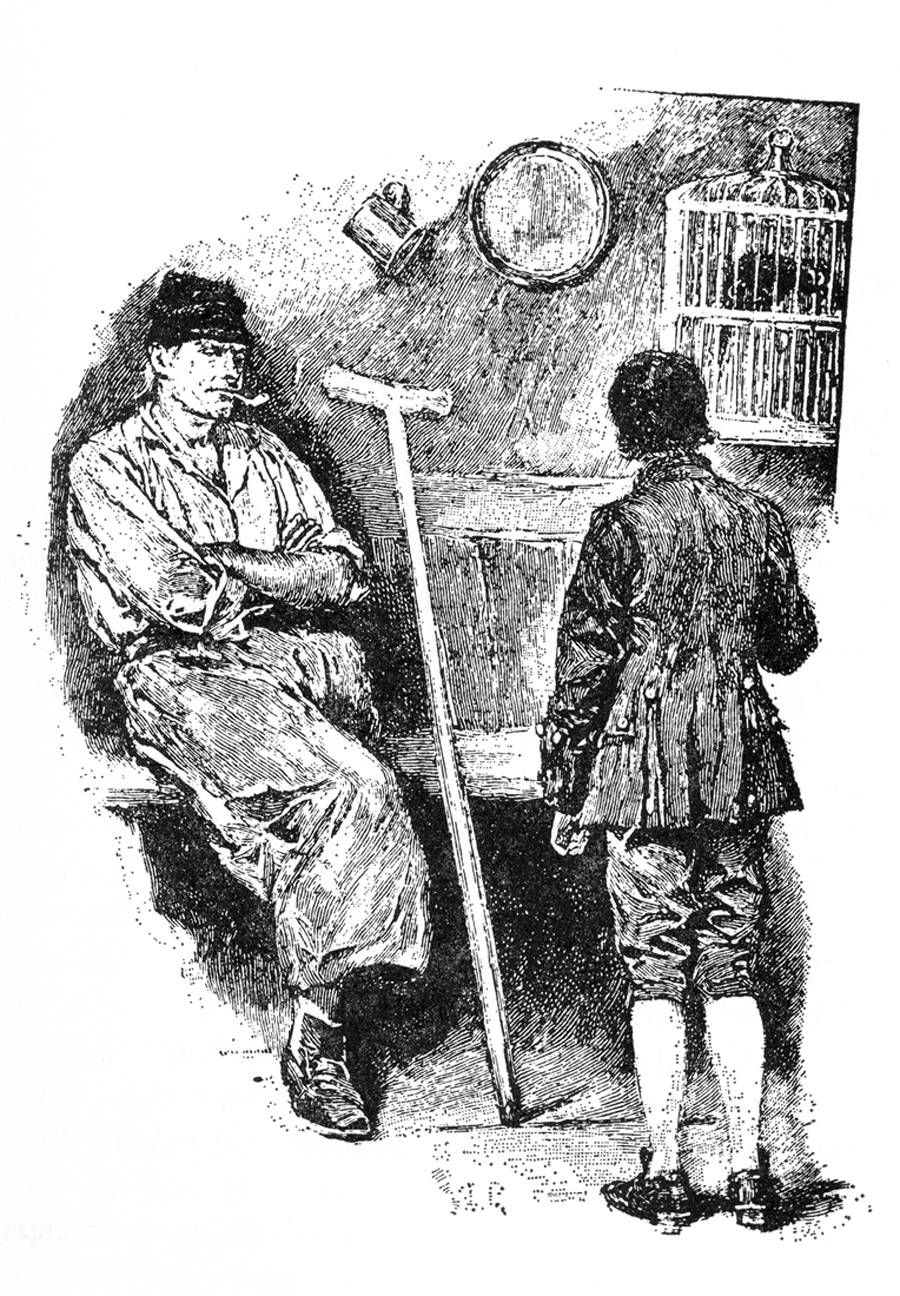
John Silver el Largo con su muleta

### De ficción
- Pete (Disney), el personaje más antiguo con pata de palo de Disney.
- Capitán Ahab, personaje de Moby Dick.
- Silas Wegg, personaje de Nuestro común amigo de Charles Dickens .
- Wirt, personaje de los videojuegos Diablo y Diablo II. Su pata de palo puede servir para abrir el nivel de la Vaca Secreta.
- Alastor "Ojo Loco" Moody, personaje de los libros y películas de Harry Potter, del número IV en adelante.
- Seamus, un personaje en la serie animada de televisión Padre de familia.
- Héctor Barbossa de la saga cinematográfica Piratas del Caribe, en la cuarta entrega, sustituye su pierna derecha por una pata de palo, a causa de un anterior enfrentamiento con Barbanegra.
- Ogro Rojo Belgrieve, protagonista de la colección de novelas ligeras japonesas de fantasía Bōkensha ni Naritai to Miyako ni Deteitta Musume ga S-rank ni Natteta y sus correspondientes adaptaciones al manga y anime.

#### No realmente patas de palo
- A John Silver El Largo, del libro La isla del Tesoro de Robert Louis Stevenson, le faltaba una pierna, pero no llevaba una pata de palo sino una muleta.
- Davy Jones, personaje de la película Piratas del Caribe, no tenía pierna pero la había reemplazado por la pata de un cangrejo.
- El Escocés', en la serie de televisión Samurai Jack, había reemplazado su pierna por una metralleta.
- Cherry Darling, en la película de Planet Terror (Grindhouse), reemplazó su pierna por un rifle de asalto.
- El alguacil Fallon (Ving Rhames) en la película Pirañas 3DD, tras perder sus piernas a causa de las pirañas en la película anterior usaba dos prótesis que tenían adheridas dos escopetas recortadas, las cuales usó para matar a algunas pirañas durante un segundo ataque.

## Vías férreas
- Fulton Chain Railroad, también conocida como la Pata de palo por sus raíles de madera.
- Bradford and Foster Brook Railway, también conocida como la Pata de Palo por sus pilotes de madera.